# Granville (Virginie-Occidentale)
Pour les articles homonymes, voir Granville (homonymie).
Granville est une ville américaine située dans le comté de Monongalia en Virginie-Occidentale.
Selon le recensement de 2010, Granville compte 781 habitants. La municipalité s'étend sur 1,30 milles carrés (3,37 km2).
La ville est fondée par Felix Scott,, qui lui donne ce nom en référence à une île homonyme. Elle devient une municipalité en 1947.